# بصريات الكم
بصريات الكم هي مجال بحث يستخدم فيها فيزياء ميكانيكا الكم لدراسة ظواهر التي يدخل في عناصرها الضوء وتفاعلها مع المادة في مستويات تحت الميكروسكوبية.

## تأريخ بصريات الكم
الضوء الذي ينتقل في الفضاء يحمل معها طاقة وكمية الحركة حسب عدد الجسيمات التي تسمى بالفوتونات. علم بصريات الكم يدرس طبيعة وأثار الضوء كفوتونات كمي. كان أول تطور قاد إلى مفهوم فوتون الكم عندما تم التوصيف الصحيح لأشعة الجسم الأسود من قبل العالم ماكس بلانك في عام 1899 تحت فرضية أن الضوء يتم انبعاثها من خلال وحدات طاقة فردية. ظاهرة الكهروضوئية التي إكتشفها أينشتين في عام 1905 كان دليلا واضحا على صحة فرضية كم الفوتون. هذا الاكتشاف استحق بها الفوز بجائزة نوبل في عام 1921. قام نيلس بور بعدها باعتبار أن انبعاث الضوء في وحدات طاقة محدد يماثل نظريته لكم الطاقة لمستويات الذرة.

## مفاهيم بصريات الكم
حسب نظرية الكم، فإن الضوء لا يمكن فقط اعتباره كموجات الكهرومغناطيسية ولكن أيضا كتدفق لجسيمات تسمى الفوتونات. والتي تتحرك بسرعة الضوء في الفضاء الفارغ.

## إلكترونيات الكم
إلكترونيات الكم هو مصطلح تم استخدامه بشكل أساسي بين الخمسينيات والسبعينيات من القرن الماضي للإشارة إلى مجال الفيزياء الذي يتعامل مع تأثيرات ميكانيكا الكم على سلوك الإلكترونات في المادة، جنبًا إلى جنب مع تفاعلاتها مع الفوتونات. اليوم، نادرًا ما يتم اعتباره مجالًا فرعيًا في حد ذاته، وقد تم إدخاله ضمن مجالات أخرى. تأخذ فيزياء الجوامد بانتظام ميكانيكا الكم في الحسبان، وعادة ما تهتم بالإلكترونات. يتم البحث في تطبيقات محددة لميكانيكا الكم في الإلكترونيات في فيزياء أشباه الموصلات. يشمل المصطلح أيضًا العمليات الأساسية لعملية الليزر، والتي تتم دراستها اليوم كموضوع في البصريات الكمومية. تداخل استخدام المصطلح مع العمل المبكر على تأثير هول الكمي والأوتوماتا الخلوية الكمومية.